# Senin Sebai
Senin Sebai (sinh ngày 18 tháng 12 năm 1993) là một tiền đạo bóng đá người Bờ Biển Ngà thi đấu cho F.K. Baltika Kaliningrad.

## Sự nghiệp
Năm 2014, anh gia nhập Đội bóng Moldova Saxan. Vào tháng 3 năm 2015 anh được cho mượn đến Astra Giurgiu đến hết mùa giải. Vào mùa hè 2015 anh gia nhập FC Slutsk.
Vào ngày 21 tháng 6 năm 2017, Sebai ký bản hợp đồng 1 năm cùng với F.K. Baltika Kaliningrad.

## Thống kê sự nghiệp

### Câu lạc bộ
Tính đến trận đấu diễn ra ngày 18 tháng 11 năm 2017
| Câu lạc bộ           | Mùa giải            | Giải vô địch                    | Giải vô địch | Giải vô địch | Cúp Quốc gia | Cúp Quốc gia | Cúp Liên đoàn | Cúp Liên đoàn | Châu lục | Châu lục  | Khác    | Khác      | Tổng cộng | Tổng cộng |
| Câu lạc bộ           | Mùa giải            | Hạng đấu                        | Số trận      | Bàn thắng    | Số trận      | Bàn thắng    | Số trận       | Bàn thắng     | Số trận  | Bàn thắng | Số trận | Bàn thắng | Số trận   | Bàn thắng |
| -------------------- | ------------------- | ------------------------------- | ------------ | ------------ | ------------ | ------------ | ------------- | ------------- | -------- | --------- | ------- | --------- | --------- | --------- |
| Saxan Gagauz Yeri    | 2014–15             | Divizia Națională               | 14           | 4            | 0            | 0            | –             | –             | –        | –         | –       | –         | 14        | 4         |
| Astra Giurgiu (mượn) | 2014–15             | Liga I                          | 3            | 0            | 0            | 0            | –             | –             | –        | –         | –       | –         | 3         | 0         |
| Slutsk               | 2015                | Giải bóng đá ngoại hạng Belarus | 7            | 1            | 2            | 1            | –             | –             | –        | –         | –       | –         | 9         | 2         |
| Slutsk               | 2016                | Giải bóng đá ngoại hạng Belarus | 13           | 2            | 1            | 0            | –             | –             | –        | –         | –       | –         | 14        | 2         |
| Slutsk               | 2017                | Giải bóng đá ngoại hạng Belarus | 12           | 4            | 4            | 1            | –             | –             | –        | –         | –       | –         | 16        | 5         |
| Slutsk               | Tổng cộng           | Tổng cộng                       | 32           | 7            | 7            | 2            | -             | -             | -        | -         | -       | -         | 39        | 9         |
| Baltika Kaliningrad  | 2017–18             | Giải bóng đá Quốc gia Nga       | 19           | 7            | 0            | 0            | –             | –             | –        | –         | –       | –         | 19        | 7         |
| Tổng cộng sự nghiệp  | Tổng cộng sự nghiệp | Tổng cộng sự nghiệp             | 68           | 18           | 7            | 2            | -             | -             | -        | -         | -       | -         | 75        | 20        |